# Салтанов Сергій Олександрович
Сергій Олександрович Салтанов (19 серпня 1904, місто Арзамас Нижньогородської губернії, тепер Нижньогородської області, Російська Федерація — розстріляний 27 листопада 1937, місто Москва, Російська Федерація) — радянський комсомольський і партійний діяч, секретар ЦК ВЛКСМ, член ЦВК. Член Бюро ЦК ВЛКСМ з 24 березня 1929 по 11 квітня 1936 року. Член Центральної контрольної комісії ВКП(б) у 1930—1934 роках. Член Комісії партійного контролю при ЦК ВКП(б) у 1934—1937 роках.

## Життєпис
Народився в родині дрібного чиновника. У 1916 році закінчив три класи церковноприходської школи. У 1919 році закінчив чотири класи Арзамаського реального уилища. У червні 1919 року вступив до комсомолу (РКСМ).
У вересні 1919 — січні 1921 року — секретар, голова Арзамаського міського комітету РКСМ, завідувач військового відділу Арзамаського повітового комітету РКСМ Нижньогородської губернії.
У січні — вересні 1921 року — відповідальний секретар Арзамаського повітового комітету РКСМ Нижньогородської губернії.
Член РКП(б) з квітня 1921 року.
У вересні — грудні 1921 року — завідувач політико-просвітницького відділу Виксунського повітового комітету РКСМ Нижньогородської губернії.
У грудні 1921 — листопаді 1923 року — відповідальний секретар Виксунського повітового комітету РКСМ Нижньогородської губернії.
У грудні 1923 — травні 1925 року — відповідальний секретар Сормовського повітового (районного) комітету РКСМ Нижньогородської губернії.
У травні 1925 — червні 1927 року — відповідальний секретар Нижньогородського губернського комітету РКСМ (ВЛКСМ).
У травні 1927 — травні 1928 року — голова Центрального бюро юних піонерів у Москві.
У червні 1928 — березні 1929 року — секретар Нижньо-Волзького крайового комітету ВЛКСМ у місті Саратові.
24 березня — 7 грудня 1929 року — завідувач організаційно-розподільного відділу ЦК ВЛКСМ, кандидат у члени секретаріату ЦК ВЛКСМ.
7 грудня 1929 — 11 квітня 1936 року — (2-й) секретар ЦК ВЛКСМ.
У лютому 1934 — 1936 року — заступник керівника групи освіти і охорони здоров'я Комісії партійного контролю при ЦК ВКП(б).
У квітні 1936 — липні 1937 року — керівник групи із лісопаперової промисловості Комісії партійного контролю при ЦК ВКП(б).
5 липня 1937 року заарештований органами НКВС. Засуджений Воєнною колегією Верховного суду СРСР 27 листопада 1937 року до страти, розстріляний того ж дня. Похований на Донському цвинтарі Москви.
9 травня 1956 року реабілітований, 8 серпня 1956 року посмертно відновлений у партії.

## Нагороди
- орден Леніна (29.10.1933)